# Pascal Meiser

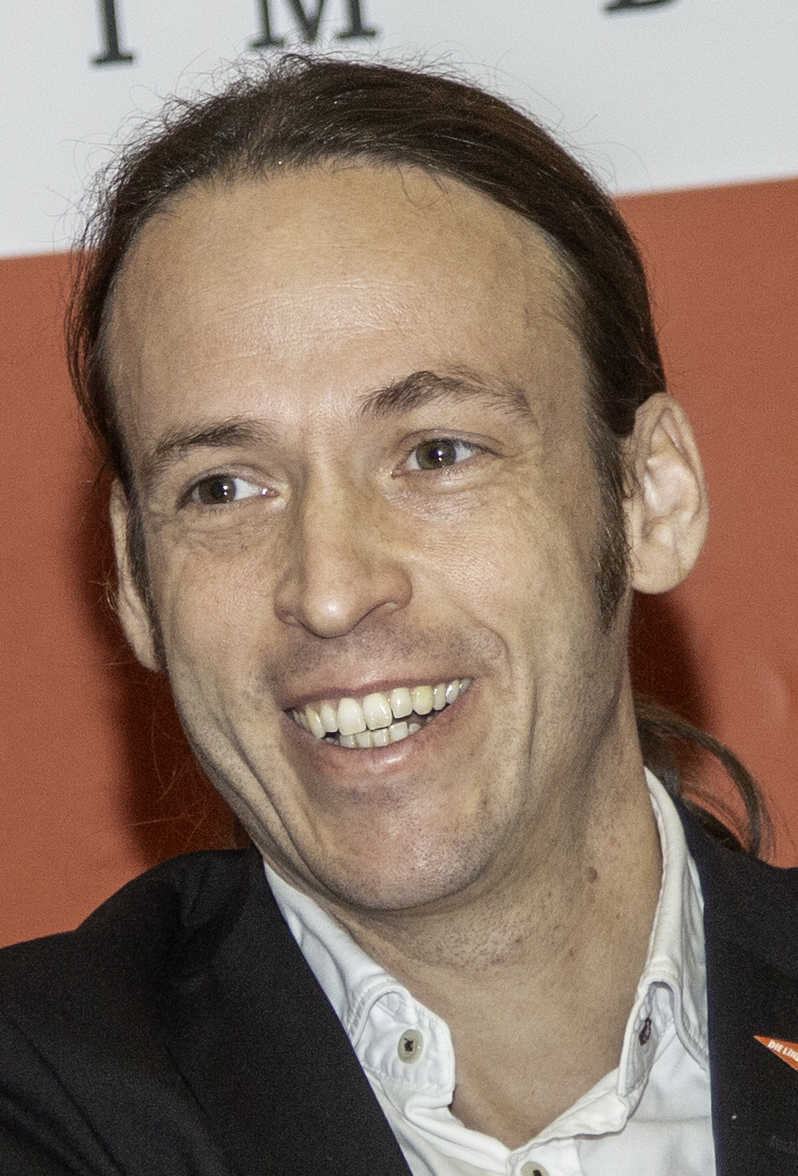
Pascal Meiser, 2018

Pascal Meiser (* 7. März 1975 in Saarbrücken) ist ein deutscher Politiker (Die Linke). Er war von Oktober 2017 bis März 2024 Mitglied des Deutschen Bundestages und gehört ihm seit März 2025 erneut an.

## Ausbildung und Beruf
Pascal Meiser wuchs in Nalbach-Körprich auf und besuchte von 1981 bis 1985 die Grundschule Körprich. Anschließend absolvierte er das Abitur von 1985 bis 1994 am Johannes-Kepler-Gymnasium in Lebach. Nach der Schule leistete er von 1994 bis 1995 seinen Zivildienst in einem Caritas-Kinderhort in der Landesaufnahmestelle für Vertriebene und Flüchtlinge. Anschließend studierte Meiser von 1995 bis 2005 Politikwissenschaften, Publizistik und Psychologie an der Johannes-Gutenberg-Universität in Mainz, der University of Leeds und der Freien Universität Berlin.
Nach dem Abschluss als Diplom-Politikwissenschaftler folgte von 2005 bis 2006 eine Ausbildung zum Gewerkschaftssekretär bei der IG Metall. Danach arbeitete er von 2006 bis 2007 als wissenschaftlicher Mitarbeiter bei den Wissenschaftlichen Diensten des Deutschen Bundestages. Im Jahr 2007 wechselte er als Mitarbeiter für den Parteiaufbau West zur Bundesgeschäftsstelle der Partei Die Linke, wo er 2010 Leiter des Bereiches Kampagnen und Parteientwicklung wurde. Diese Tätigkeit übte er bis zu seiner Wahl 2017 in den Deutschen Bundestag aus.

## Politischer Werdegang

### Die Linke
Seit 2011 ist Pascal Meiser im Bezirksvorstand Die Linke Friedrichshain-Kreuzberg, seit 2013 ist er Bezirksvorsitzender. Zudem ist er seit Dezember 2018 der stellvertretende Vorsitzende des Landesverbandes Berlin seiner Partei.

### Deutscher Bundestag
Meiser kandidierte als Direktkandidat zur Bundestagswahl 2017 im Wahlkreis Berlin-Friedrichshain – Kreuzberg – Prenzlauer Berg Ost (Wahlkreis 83) und auf Platz vier der Landesliste der Partei Die Linke. Über die Landesliste zog er 2017 und 2021 in den Bundestag ein. Als Folge der Mandatsverschiebungen nach der Teilwiederholungswahl 2024 in Berlin verlor er mit Wirkung zum 4. März 2024 seinen Abgeordnetensitz an Jörg Cezanne.
Er war ordentliches Mitglied im Ausschuss für Wirtschaft und Energie und im Ausschuss für Arbeit und Soziales des Deutschen Bundestages. Zudem war er Sprecher für Gewerkschaftspolitik und Dienstleistungspolitik seiner Fraktion.
Bei der Bundestagswahl 2025 trat er als Direktkandidat im Wahlkreis Berlin-Friedrichshain-Kreuzberg – Prenzlauer Berg Ost und auf der Landesliste der Berliner Linke an. Mit 34,7 Prozent der Erststimmen gewann er das Direktmandat vor der Grünen Katrin Schmidberger (30,6 Prozent) und zog damit in den 21. Deutschen Bundestag ein. Dort ist er stellvertretendes Mitglied im Ausschuss für Wohnen, Stadtentwicklung, Bauwesen und Kommunen sowie im Ausschuss für Arbeit und Soziales.

### Kandidaturen für das Abgeordnetenhaus von Berlin
Bei der Wahl zum Abgeordnetenhaus von Berlin 2011 erreichte er im Wahlkreis Friedrichshain-Kreuzberg 2 mit 7,7 % den dritten Platz bei den Erststimmen und verfehlte den Einzug ins Abgeordnetenhaus. Bei der Wahl zum Abgeordnetenhaus von Berlin 2016 erreichte er im Wahlkreis Friedrichshain-Kreuzberg 2 mit 22,4 % den zweiten Platz bei den Erststimmen und verfehlte abermals den Einzug ins Abgeordnetenhaus.

## Mitgliedschaften
Meiser ist u. a. Mitglied der IG Metall, des Berliner Mietervereins, der Volkssolidarität und von Pro Asyl.